# Serviteur Ruprecht
 (septembre 2024).
La mise en forme du texte ne suit pas les recommandations de Wikipédia : il faut le « wikifier ».
Les points d'amélioration suivants sont les cas les plus fréquents. Le détail des points à revoir est peut-être précisé sur la page de discussion.
- Les titres sont pré-formatés par le logiciel. Ils ne sont ni en capitales, ni en gras.
- Le texte ne doit pas être écrit en capitales (les noms de famille non plus), ni en gras, ni en italique, ni en « petit »…
- Le gras n'est utilisé que pour surligner le titre de l'article dans l'introduction, une seule fois.
- L'italique est rarement utilisé : mots en langue étrangère, titres d'œuvres, noms de bateaux, etc.
- Les citations ne sont pas en italique mais en corps de texte normal. Elles sont entourées par des guillemets français : « et ».
- Les listes à puces sont à éviter, des paragraphes rédigés étant largement préférés. Les tableaux sont à réserver à la présentation de données structurées (résultats, etc.).
- Les appels de note de bas de page (petits chiffres en exposant, introduits par l'outil «  Source ») sont à placer entre la fin de phrase et le point final[comme ça].
- Les liens internes (vers d'autres articles de Wikipédia) sont à choisir avec parcimonie. Créez des liens vers des articles approfondissant le sujet. Les termes génériques sans rapport avec le sujet sont à éviter, ainsi que les répétitions de liens vers un même terme.
- Les liens externes sont à placer uniquement dans une section « Liens externes », à la fin de l'article. Ces liens sont à choisir avec parcimonie suivant les règles définies. Si un lien sert de source à l'article, son insertion dans le texte est à faire par les notes de bas de page.
- La présentation des références doit suivre les conventions bibliographiques. Il est recommandé d'utiliser les modèles {{Ouvrage}}, {{Chapitre}}, {{Article}}, {{Lien web}} et/ou {{Bibliographie}}. Le mode d'édition visuel peut mettre en forme automatiquement les références.
- Insérer une infobox (cadre d'informations à droite) n'est pas obligatoire pour parachever la mise en page.

Pour une aide détaillée, merci de consulter Aide:Wikification.
Si vous pensez que ces points ont été résolus, vous pouvez retirer ce bandeau et améliorer la mise en forme d'un autre article.
 (décembre 2024).
Le contenu est difficilement compréhensible vu les erreurs de traduction, qui sont peut-être dues à l'utilisation d'un logiciel de traduction automatique.

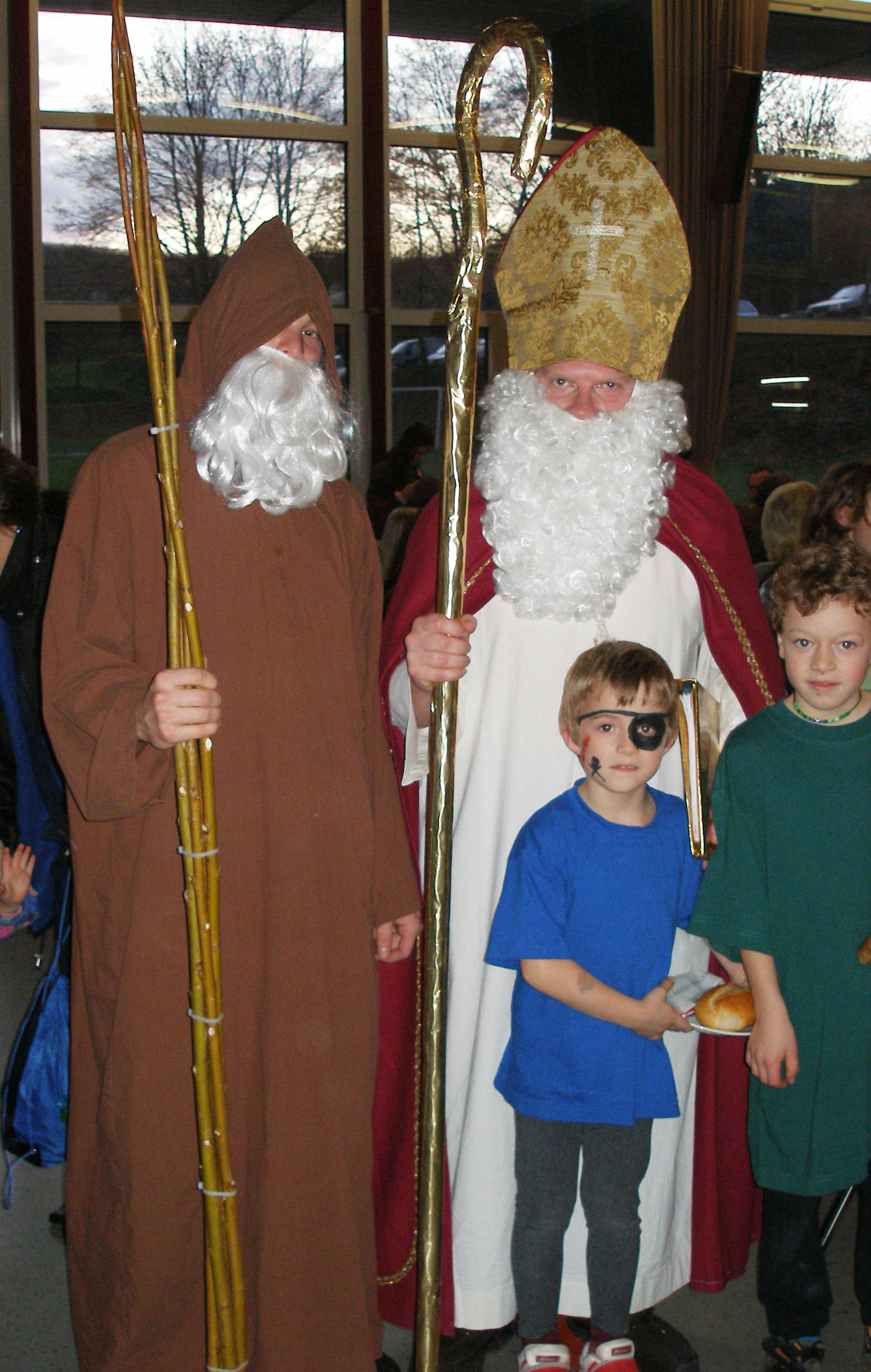
Serviteur Ruprecht (à gauche) et Saint Nicolas (à droite)

Le serviteur Ruprecht est l'assistant de Saint-Nicolas, qui, selon les coutumes de la région germanophone du nord et du centre, est décédé la veille du 6. Décembre a rendu visite aux enfants à la maison avec le Père Noël.

## Histoire culturelle du serviteur Ruprecht et coutumes
Le serviteur Ruprecht remonte au développement prononcé d'une soi-disant coutume de retraite de Saint-Nicolas. Alors que Saint Nicolas joue un rôle clairement positif dans la coutume, les personnes qui l'accompagnent apparaissent dans toutes les sources connues comme des adversaires..Tout comme, par exemple, dans l' antithétique du fou du roi David ou du carnaval du Carême - qui présentent des similitudes avec les coutumes de Saint-Nicolas - il en va de même pour la constellation de figures de Saint-Nicolas : un camarade négatif apparaît. Tandis que l’un agit comme un messager du ciel, l’autre agit comme un représentant de l’enfer ou presque un « diable apprivoisé » , qui endosse le rôle de menace et de punition.
Alors qu'à la fin du Moyen Âge le nom de Knecht Ruprecht était loin d'être connu partout, mais que le personnage était appelé Belznickel, Beelzebub, Dirtli ou simplement « Diable » selon les sensibilités locales, le nom de Knecht Ruprecht revient à des personnages des contreforts des Alpes. ou de Thuringe ( Château de Ruprechtsburg près de Zella-Mehlis ) et est aujourd'hui devenu le nom le plus connu pour la figure.
Jacob Grimm était d'avis que Ruprecht - comme son nom - fait référence au vieux haut allemand hruodperaht « gloire brillante » et donc au dieu germanique Wotan, ou qu'il était un serviteur de la déesse Holle. Dans les recherches actuelles, de telles dérivations étymologiques sont rejetées. On suppose plutôt que le nom remonte à des personnages coutumiers du pays alpin. La dérivation de rûhperht 'rough Percht ' crée un lien avec les personnages des défilés hivernaux qui apparaissent pendant les nuits agitées . Il existe une connexion sous la forme de « Frau Perchta ». Toutefois, les sources disponibles ne permettent pas de confirmer ces déductions.
Les différentes figures du serviteur Ruprecht trouvent leur origine dans l'horreur des enfants de la fin du Moyen Âge. Depuis le 16 Siècle, renforcé en Le 17, des tracts aux chiffres effrayants ont circulé, appelant les enfants à la piété comme moyen supplémentaire d'éducation parentale. Le plus courant était le « Mangeur d’enfants », comme on peut le voir, par exemple, dans une fontaine Kindligreifer à Berne, en Suisse. Le chiffre est basé sur l’idée que le diable dévore les âmes des pécheurs. Le mangeur d'enfants, souvent accompagné d'un Butzenbercht, menaçait les enfants impies dans des vers cruels de les emmener, de les taillader, de les fouetter jusqu'à ce qu'ils soient ensanglantés ou de les manger. Comme Knecht Ruprecht, les deux personnages, le Mangeur d'enfants et Butzenbercht, portaient un grand sac ou panier dans lequel ils essayaient de mettre les enfants.
Alors que Saint-Nicolas a été remplacé au fil du temps par l'Enfant Jésus ou Saint-Christ dans les régions protestantes, la figure de Ruprecht est restée dans cette coutume. Dans certaines régions, il a même agi seul, comme un personnage qui offrait des cadeaux et punissait en même temps. Dans la pièce pour piano de Robert Schumann, ce personnage est décrit non pas comme un compagnon de Saint-Pierre. Nicolas apparaît.
Assez rapidement, en particulier dans les régions réformées, l'idée initiale du serviteur Ruprecht comme figure négative ou comme adversaire du saint s'est estompée. Des sources montrent un mélange de Saint-Nicolas et de Ruprecht dans des noms tels que « Herre Sente Rupperich » (« Monsieur Saint Ruprecht »). Au 17ème Au 19e siècle, on a tenté de faire dériver la figure du serviteur Ruprecht d'un prêtre nommé Ruprecht, qui, selon la légende du « Miracle de la danse de Cölbigk » en 1020, était les danseurs impies de Cölbigk. – Des agriculteurs qui, après avoir bu beaucoup de bière, ont perturbé la célébration du réveillon de Noël en chantant et en dansant bruyamment devant l'église – aurait maudit.

## Apparition et distinction par rapport aux autres compagnons de St. Nicolas
Pour un article plus général, voir Compagnons de saint Nicolas.
Le serviteur Ruprecht est généralement vêtu d'un habit brun ou noir, barbu et autrefois souvent à la peau foncée (cf. Zwarte Piet aux Pays-Bas), porte une canne ou une canne à sa ceinture et présente parfois dans un panier sur son dos – principalement de petits sacs remplis de mandarines, de cacahuètes, de chocolat et de pain d'épices. Cependant, des représentations antérieures et largement répandues aujourd'hui le montrent également avec une fourrure hirsute et partiellement cornue. Les noms régionaux communs incluent Ruppknecht, Knecht Nikolas, Nickel, Pelznickel (sur le Rhin moyen ). Dans le Vogtland oriental, le personnage est appelé Rupperich, en Rhénanie sous le nom de Hans Muff.
Le Knecht Ruprecht et le Krampus sont originaires des traditions des Perchten, mais ont trouvé des formes différentes. Dans les régions alpines de l'ancienne Bavière, de l'Autriche et du Tyrol du Sud, le personnage de Krampus, Bartl ou encore Klaubauf s'est développé à partir des figures des « Schiechperchten », qui font partie d'une coutume de Rauhnachts ou d'expulsion hivernale. Alors que les Krampus apparaissent comme des personnages diaboliques et se présentent en horde, le Ruprecht vient seul. Le plus souvent, Knecht Ruprecht se contente de distribuer des verges aux enfants qui n'ont pas été sages, tandis que le Krampus s'en sert pour frapper lui-même. Dans l'ensemble de l'espace linguistique allemand, le personnage de Knecht Ruprecht est plus répandu que celui de Krampus.

## Knecht Ruprecht comme motif dans l'art et la littérature
- Dans le poème probablement le plus populaire de Theodor Storm, Knecht Ruprecht (écrit à Heiligenstadt en 1862), le serviteur décrit son travail en dialogue avec l'enfant Jésus. Aujourd’hui encore, certaines parties de l’œuvre sont souvent récitées pendant l’Avent, en particulier les premières lignes : « Je viens de l’extérieur de la forêt, je dois vous le dire, c’est très Noël [3]
- Dans le poème satirique pour enfants Knecht Ruprecht in Nöten du recueil The Dear Nest de Paula Dehmel de 1919, un vieux Ruprecht s'enthousiasme pour les souhaits des enfants de son temps, qui n'ont tous sur leur liste de souhaits que le voyage en dirigeable[4].
- Une pièce pour piano de l'Album pour la jeunesse de Robert Schumann (op. 68, non. 12) porte le titre Knecht Ruprecht.
- Dans sa cantate Le Miracle de Saint Nicolas, le compositeur français Joseph Guy Ropartz identifie le compagnon du saint avec le boucher qui a tué et mariné trois enfants et qui fait maintenant pénitence pour cela.
- Dans la version allemande de la série télévisée Les Simpsons, le chien de la famille s'appelle Knecht Ruprecht (dans l'original : Santa's Little Helper ).
- Dans la série télévisée américaine Grimm, la troisième saison Épisode 8 de la saison, plusieurs vilains enfants sont kidnappés par Knecht Ruprecht.
- Dans le poème satirique de Noël de Loriot, Advent, mieux connu grâce au spectacle Noël à Hoppenstedts, Knecht Ruprecht apparaît comme un bienfaiteur qui collecte des cadeaux pour ceux qui en ont besoin[5].

## Preuve individuelle
1. ↑  Manfred Becker-Hubert: Lexikon der Bräuche und Feste. Herder-Verlag, Freiburg/ Basel/ Wien 2000,  (ISBN 3-451-27317-9), S. 287.
2. ↑  Karl-Martin Voget: Sankt Nikolaus.Evangelisch-lutherische Landeskirche Hannovers, 1998/2006.
3. ↑  Knecht Ruprecht bei Projekt Gutenberg-DE, abgerufen am 10. Oktober 2022.
4. ↑  Knecht Ruprecht in Nöten, disponible sur le site du projet Gutenberg.
5. ↑  Advent bei literaturforum.de, abgerufen am 10. Oktober 2022.